# Nano-RAM
Nano-RAM (NRAM) je proprietární typ paměti s přímým přístupem dat (RAM) vyvíjený společností Nantero, jenž nepotřebuje pro uchováváni dat dodatečnou energii. Principem NRAM je založen na mechanické pozici uhlíkových nanotrubiček, jež jsou vsazeny mezi oblasti izolačního substrátu. Použitím nanotechnologie se počítá s velkou kapacitou paměti na velmi malém prostoru. Vývoj těchto pamětí je ve finální fázi a počítá se s brzkým zavedením na trh.[zdroj⁠?!]

## Princip technologie nano-RAM
Technologie je založena na známém principu, kdy zkřížené uhlíkové nanotrubičky se dotýkají nebo jsou mírně odděleny od rovinného povrchu elektrody nad níž se nachází. Pohyb zkřížených uhlíkových nanotrubiček je vertikální. Dochází k van der Waalsově interakci mezi elektrodou a nanotrubičkami.
NRAM článek je složen z několika nanotrubiček, jež jsou zavěšeny mezi izolovanými ostrovy. Mezi izolovanými ostrovy a pod nanotrubičkami se nachází kovová elektroda. V klidovém stavu jsou nanotrubičky nataženy 13 nm nad kovovou elektrodou. Vzdálenosti mezi izolovanými ostrovy je 130 nm. Délka ostrova je 100 nm. Na každém izolovaném ostrově se nachází zlatý bod, jenž slouží jako mezipřechod mezi nanotrubičkami a vnější řídicí logikou.

## Fyzická struktura Nano-Ram
Fyzická struktura NRAM je složena z mnoha uhlíkových nanotrubiček, jež jsou integrovány na křemíkovém čipu. Tento čip obsahuje řady prutových kovových elektrod, mezi nimiž jsou mírně vyšší izolované vrstvy, tzv. ostrovy. Přebytečné nanotrubičky jsou odstraněny. Ostatní nanotrubičky jsou spojeny do zlatých mezipřechodů na jednotlivých izolovaných ostrovech.

## Zápis a čtení do NRAM
Pro proces čtení se používá malá hodnota přiloženého napětí (předpokládá se okolo 1 V) mezi elektrodu a mezipřechod. Pokud se nejsou nanotrubičky dostatečně blízko (5 nm) elektrody neprochází žádný proud. Tento stav reprezentuje logickou hodnotu 0. Jestliže proud prochází mezi elektrodou a mezipřechodem znamená to, že nanotrubičky jsou dostatečně blízko elektrody a projevuje se kvantový jev – tunelování. Tento stav se považuje za logickou hodnotu 1.
Pro proces zápisu se používá větší hodnota přiloženého napětí (předpoklad okolo 3,3 V) mezi dvě kovové elektrody. Tato napětí způsobí dostatečné přiblížení nanotrubiček ke kovové elektrodě. Pro změnu stavu stačí změnit polaritu zapisujícího napětí. Další možností je přiložit jedno velké přídavné napětí mezi elektrodu a mezipřechod, požadované paměťové buňky.
Poloha nanotrubiček určuje dva stálé stavy, jež potřebujeme k vytvoření paměťového prvku. V poloze logická nula je mechanické napětí nanotrubiček malé. To vede při čtení malým napětím k vyčtení nulového proudu. Pokud se nanotrubičky začnou přibližovat k elektrodě, začne se objevovat van der Waalsova síla. Tato síla je dostatečná, aby překonala mechanické napětí a dochází k přiblížení nanotrubiček a kovové elektrody. V této pozice nanotrubičky po neomezenou dobu setrvávají. Tato pozice je pak logická 1. Tento jev je velmi odolný proti působení vnějších sil jako je záření, jež může například vymazat konvenční DRAM.

## Výhody NRAM nad DRAM
Nynější metoda výroby, při níž se musí odstraňovat špatně orientované nepotřebné nanotrubičky, je nepraktická. Dnešní stroje vytvářející epitaxní vrstvy nevykazují potřebnou přesnost výroby. Pro zavedení do praxe se vytvářejí NRAM s menší hustotou paměťových buněk na jednotku plochy, jež splňují podmínky dnešních výrobních strojů. Dále se pracuje na zdokonalování výrobních procesů.
NRAM má nyní zhruba stejnou hustotu kapacity paměti na jednotku plochy jako DRAM. DRAM je složena z velkého počtu kondenzátorů, jež jsou tvořeny dvěma plíšky mezi nimiž je tenká vrstva izolace. Struktura NRAM je podobná. Vývody a elektrody jsou zhruba stejně veliké jako štítky u DRAM. Rozdíl je v tom, že nanotrubičky jsou mnohem menší jako struktura kondenzátoru. Proti sobě u DRAM tak působí velikost kapacity kondenzátoru a plošná velikosti kondenzátoru. Čím menší kapacita kondenzátoru, tím větší počet opakování nabíjení. Jde o tzv. refresh. Toto se u NRAM vůbec nevyskytuje, není potřeba. NRAM technologie je omezena pouze aktuálním stavem litografických technik ve výrobě. Nano-RAM v budoucnu dosáhnou mnohem větší hustoty kapacity paměti než je DRAM a bude mnohem levnější. Jediným omezením výroby je nyní spojení nové uhlíkové technologie nanotrubiček se standardním křemíkovým průmyslem.
NRAM na rozdíl od DRAM nepotřebuje dodatečnou energii pro proces obnovování náboje. Je tedy odstraněn významně negativní refresh jev. Díky tomu je též umožněn rychlejší zápis informace do NRAM.[zdroj⁠?!] Celková spotřeba energie NRAM je mnohem menší než DRAM. Dle předpokladů NRAM dosáhne rychlosti SRAM, ale bude mnohem levnější a bude mít mnohem větší hustotu paměťových prvku na jednotku plochy.